# Relaciones Baréin-México
Las naciones de Baréin y México establecieron relaciones diplomáticas en 1975. Ambas naciones son miembros de las Naciones Unidas.

## Historia
Baréin y México establecieron relaciones diplomáticas el 5 de agosto de 1975. Los vínculos se han desarrollado principalmente en el marco de foros multilaterales. 
En febrero de 2008, la Directora de General para África y Medio Oriente de la Secretaría de Relaciones Exteriores de México, Sara Valdés Bolaño, visitó Baréin y se reunió con el Viceministro de Relaciones Exteriores con quien analizó la viabilidad de suscribir un Memorándum de Entendimiento en Materias de Interés Común. También se reunió con el Vicepresidente Ejecutivo de la Cámara de Comercio e Industria de Baréin, con quien analizó las posibilidades de incrementar el comercio bilateral.
En octubre de 2009, México inauguró el consulado honorario en la capital bareiní de Manama. En noviembre de 2010, el gobierno de Baréin envió una delegación de cinco miembros para asistir a la Conferencia de las Naciones Unidas sobre el Cambio Climático de 2010 en Cancún, México.
En 2023, ambas naciones celebraron 28 años de relaciones diplomáticas.

## Acuerdos bilaterales
Ambos naciones han firmado algunos acuerdos bilaterales como un Acuerdo para Evitar la Doble Imposición y Prevenir la Evasión Fiscal en materia de Impuestos sobre la Renta (2012); y un Acuerdo para la Promoción y Protección Recíproca de las Inversiones (2014).

## Misiones diplomáticas
- Baréin está acreditado ante México a través de su embajada en Washington D. C., Estados Unidos.[4]
- México está acreditado ante Baréin a través de su embajada en Riad, Arabia Saudita y mantiene un consulado honorario en Manama.[5]